# Olympia FC Rupelmonde
Olympia FC Rupelmonde is een Belgische voetbalclub uit Rupelmonde in de gemeente Beveren-Kruibeke-Zwijndrecht. De club werd in 1938 opgericht als Sparta FC Rupelmonde, maar nam bij de aansluiting bij de KBVB in 1943 de naam Olympia FC aan. In 1990 werd daar het predicaat Koninklijke aan toegevoegd.

## Geschiedenis
Hoewel Olympia een lange staat van dienst heeft bij de KBVB, raakte de club nooit in de hoogste provinciale afdeling, wel tot de jaren zestig geregeld in Tweede Provinciale.
Sinds de jaren tachtig speelt de club meestal in Vierde Provinciale, met uitzondering van de periode tussen 1990 en 1992, 1999 en 2002 en het seizoen 2012-2013 toen voor het laatst in Derde Provinciale werd aangetreden.
In 2019-2020 telde Olympia 9 elftallen in competitie. Het eerste elftal was  nog in volle strijd voor promotie naar Derde Provinciale toen het voetbal in maart 2020 werd stilgelegd door de coronapandemie. Hierdoor ging de titel en de bijhorende promotie naar concurrent VK Tielrode dat twee punten meer telde.